# Solaris Urbino
De Solaris Urbino is een low floor-autobus en low entry-autobus, geproduceerd door de Poolse busfabrikant Solaris. De bus werd voor het eerst gebouwd in 1999.
Er zijn in totaal 27 versies gebouwd:
- Urbino 8.9 LE Electric: 2011 - heden
- Urbino 9: 2000 - 2002
- Urbino 10: 2002 - 2015
- Urbino 10,5: 2015 - heden
- Urbino 12: 1999 - heden
- Urbino 12 CNG: 1999 - heden
- Urbino 15: 1999 - heden
- Urbino 15 CNG: 1999 - heden
- Urbino 18: 1999 - heden
- Urbino 18 CNG: - 1999 - heden
- Urbino 12 LE: 2004 - heden
- Urbino 12 LE CNG: 2004 - heden
- Urbino 18 LE: 2004 - heden
- Urbino 18 LE CNG: 2004 - heden
- Urbino 12 Hybrid: 2006 - heden
- Urbino 18 Hybrid Allison: 2006 - heden
- Urbino 18 Hybrid Vossloh Kiepe: 2006 - heden
- Urbino 15 LE: 2008 - heden
- Urbino 15 LE CNG: 2008 - heden
- Urbino 18 DIWAhybrid: 2011 - heden
- Urbino 12 Electric: 2012 - heden
- Urbino 18.75: 2012 - heden
- Urbino 18 Metrostyle: 2013 - heden
- Hybrid 18 Metrostyle Allison Transmission: 2013 - heden
- Hybrid 18 Metrostyle Vossloh Kiepe: 2013 - heden
- Hybrid 18 Metrostyle Voith DIWAhybrid: 2013 - heden
- Urbino 18 Electric: 2016 - heden
- Urbino 24 Electric: 2019 - heden

## Geschiedenis
In 1999 werd de eerste generatie van de Urbino gepresenteerd als eerste eigen bus van toentertijd nog Neoplan Polska. De eerste versie die op de markt kwam was de Urbino 12 en later in het jaar volgde de Urbino 15 en Urbino 18. In 2000 trad de Urbino 9 toe als midibus.De bus werd ontworpen door het Duitse ontwerpbureau IFS Designatelier. In 2001 en 2002 werd begonnen met de tweede generatie van de Urbino. Tegelijkertijd werd de Urbino 9 vervangen door de Urbino 10. In 2005 werd de derde generatie gepresenteerd. Hierbij is de boog die voor op de bus zit meer gestroomlijnder en lager om een beter zicht te creëren bij de bushaltes. In 2008 werd de vierde generatie gepresenteerd, de Solaris Urbino New Edition 3.5. Hierbij is vooral het interieur gerenoveerd en de exterieur zoveel mogelijk hetzelfde gebleven.
In 2006 werd de Urbino-reeks aangevuld met hybridebussen. In 2011 kwamen daar de elektrische bussen bij. De eerste elektrische bus werd gebouwd op basis van de Solaris Alpino 8,9. In 2012 volgde een 12m versie die gebouwd was op basis van de Urbino 12. In 2012 werd een verlengde gelede versie van de Urbino gepresenteerd, de Urbino 18,75.
De LE-versies die vanaf 2004 worden geproduceerd werden vooral ontwikkeld voor de Alpenlanden en de Scandinavische landen.
In 2013 kwam in navolging van de Solaris Trollino 18 Metrostyle, ook een HOV-versie van de Urbino, de Solaris Urbino 18 Metrostyle. Naast de dieselversie, werden ook drie hybride versies ontwikkeld als Metrostyle-versie. De Metrostyle-versie is qua uiterlijk gebaseerd op de Solaris Tramino. In 2016 kwam in navolging van de 12m elektrische versie ook een gelede versie van de elektrische Urbino uit.

## Opmerkelijke versies
Sinds 2011 is er ook een HOV-versie van de Solaris Urbino. Deze lijkt qua uiterlijk op de Tramino.. Deze bussen rijden onder de naam Urbino MetroStyle en worden aangedreven door een hybride parallelle aandrijflijn van Allison Transmissions. Deze bussen zijn ontwikkeld en ontworpen naar de specificaties voor de Franse HOV-lijnen, in samenwerking met STIF en Transdev.
Op Busworld 2011 in Kortrijk kwam de eerste elektrische bus van Solaris in première. Deze bus is gebaseerd op de Solaris Alpino 8,9 LE en wordt volledig elektrisch aangedreven door middel van batterijen die met een snelheid van 50 km/h een dienstbereik hebben van 100 km.

## Technische specificaties

### Midibus (9 - 10m)
|                                  | Urbino 8,9 LE Electric    | Urbino 9                                            | Urbino 10                                           |
| -------------------------------- | ------------------------- | --------------------------------------------------- | --------------------------------------------------- |
| Lengte                           | 8 950 mm                  | 9 350 mm                                            | 9 940 mm                                            |
| Breedte                          | 2 400 mm                  | 2 550 mm                                            | 2 550 mm                                            |
| Hoogte                           | 3 250 mm                  | 2 850 mm - 3 050* mm                                | 2 850 mm - 3 050* mm                                |
| Interieurhoogte                  | 2 370 mm                  | 2 370 mm                                            | 2 370 mm                                            |
| Wielbasis                        | 4 380 mm                  | 4 430 mm                                            | 4 800 mm                                            |
| Vooroverbouw                     | 2 080 mm                  | 2 080 mm                                            | 2 210 mm                                            |
| Achteroverbouw                   | 2 490 mm                  | 2 800 mm                                            | 2 930 mm                                            |
| Draaicirkel                      | 16,9 m                    | 16,9 m                                              | 18 m                                                |
| Motor (EEV Euro 4 / 5)           | 4-polig asynchronisch     | Cummins ISB6.7 250B                                 | Cummins ISB6.7 250B                                 |
| Motor optioneel (EEV Euro 4 / 5) | -                         | Cummins ISB6.7 285B                                 | Cummins ISB6.7 285B                                 |
| Versnellingsbak                  | Automaat ZF Servocom 8098 | Automaat Voith Diwa 5 of Voith Diwa 6 of ZF Ecolife | Automaat Voith Diwa 5 of Voith Diwa 6 of ZF Ecolife |
| Ledig gewicht                    | 14 500 kg                 | 14 500 kg                                           | 15 500 kg                                           |
| Aantal Zitplaatsen*              | 21 - 29 personen          | 19 - 23 personen                                    | 16 - 25 personen                                    |

*= afhankelijk van de uitvoering

### Standaardlengte (12m) bus
|                                | Urbino 12 | Urbino 12 CNG                                       | Urbino 12 LE                                        | Urbino 12 LE CNG                                    | Urbino 12 Hybrid (Eaton)                            | Urbino 12 Hybrid (Škoda)                            | Urbino 12 Electric                 |
| ------------------------------ | --- | --------------------------------------------------- | --------------------------------------------------- | --------------------------------------------------- | --------------------------------------------------- | --------------------------------------------------- | ---------------------------------- |
| Lengte                         | 12 000 mm | 12 000 mm                                           | 12 000 mm                                           | 12 000 mm                                           | 12 000 mm                                           | 12 000 mm                                           | 12 000 mm                          |
| Breedte                        | 2 550 mm | 2 550 mm                                            | 2 550 mm                                            | 2 550 mm                                            | 2 550 mm                                            | 2 550 mm                                            | 2 550 mm                           |
| Hoogte                         | 2 850 mm - 3 050* mm | 3 400 mm                                            | 3 400 mm                                            | 2 850 mm - 3 050* mm                                | 3 050 mm                                            | 3 050 mm                                            | 3 250 mm                           |
| Interieurhoogte                | 2 370 mm | 2 370 mm                                            | 2 370 mm                                            | 2 370 mm                                            | 2 370 mm                                            | 2 370 mm                                            | 2 370 mm                           |
| Wielbasis                      | 5 900 mm | 5 900 mm                                            | 5 860 - 5 900* mm                                   | 5 860 - 5 900* mm                                   | 5 900 mm                                            | 5 900 mm                                            | 5 900 mm                           |
| Vooroverbouw                   | 2 700 mm | 2 700 mm                                            | 2 700 - 2 750* mm                                   | 2 700 - 2 750* mm                                   | 2 700 mm                                            | 2 700 mm                                            | 2 700 mm                           |
| Achteroverbouw                 | 3 400 mm | 3 400 mm                                            | 3 400 mm                                            | 3 400 mm                                            | 3 400 mm                                            | 3 400 mm                                            | 3 400 mm                           |
| Draaicirkel                    | 21,4 m | 21,4 m                                              | 21,4 m                                              | 21,4 m                                              | 21,4 m                                              | 21,4 m                                              | 21,4 m                             |
| Motor (EEV Euro 4/5)           | DAF PR183 | Cummins ISLG 320                                    | DAF PR183                                           | Cummins ISLG 320                                    | Cummins ISB6.7 225H                                 | Cummins ISB6.7 225H                                 | 4-polig asynchronisch motor 160 kW |
| Motor optioneel (EEV Euro 4/5) | Cummins ISB6.7 250B / Cummins ISB6.7 285B / Cummins ISLG 320 / DAF PR228 / DAF PR265                                    | Iveco Cursor 8 CNG / DAF PR265                      | DAF PR228 / DAF PR265                               | -                                                   | Cummins ISB6.7 EV 300                               | -                                                   | -                                  |
| Versnellingsbak                | Automaat Voith Diwa 5 of Voith Diwa 6 of ZF Ecolife / Allison Torqmatic (alleen bij Cummins ISB6.7 250B of ISB6.7 285B) | Automaat Voith Diwa 5 of Voith Diwa 6 of ZF Ecolife | Automaat Voith Diwa 5 of Voith Diwa 6 of ZF Ecolife | Automaat Voith Diwa 5 of Voith Diwa 6 of ZF Ecolife | Automaat Voith Diwa 5 of Voith Diwa 6 of ZF Ecolife | Automaat Voith Diwa 5 of Voith Diwa 6 of ZF Ecolife | n.v.t.                             |
| Hybride aandrijving            | n.v.t. | n.v.t.                                              | n.v.t.                                              | n.v.t.                                              | Eaton HDU (TA-C84)                                  | Škoda 4ML3444 K/4 160 kW (generator van Kiepe)      | n.v.t.                             |
| Ledig gewicht                  | 18 000 kg | 18 000 kg                                           | 18 000 kg                                           | 18 000 kg                                           | 18 000 kg                                           | 18 000 kg                                           | 18 000 kg                          |
| Aantal Zitplaatsen*            | 25 - 43 personen | 25 - 42 personen                                    | 31 - 47 personen                                    | 31 - 46 personen                                    | 25 - 38 personen                                    | 25 - 37 personen                                    | 23 - 35 personen                   |

*= afhankelijk van de uitvoering

### Verlengde bus (15m)
|                                  | Urbino 15                                             | Urbino 15 CNG                                       | Urbino 15 LE                                        | Urbino 15 LE CNG                                    |
| -------------------------------- | ----------------------------------------------------- | --------------------------------------------------- | --------------------------------------------------- | --------------------------------------------------- |
| Lengte                           | 14 590 mm                                             | 14 590 mm                                           | 14 590 mm                                           | 14 590 mm                                           |
| Breedte                          | 2 550 mm                                              | 2 550 mm                                            | 2 550 mm                                            | 2 550 mm                                            |
| Hoogte                           | 2 850 mm - 3 050* mm                                  | 3 400 mm                                            | 3 250 mm                                            | 3 550 mm                                            |
| Interieurhoogte                  | 2 370 mm                                              | 2 370 mm                                            | 2 370 mm                                            | 2 370 mm                                            |
| Wielbasis                        | 6 800 / 1 690 mm                                      | 6 800 / 1 690 mm                                    | 6 800 / 1 690 mm                                    | 6 800 / 1 690 mm                                    |
| Vooroverbouw                     | 2 700 mm                                              | 2 700 mm                                            | 2 700 mm                                            | 2 700 mm                                            |
| Achteroverbouw                   | 3 400 mm                                              | 3 400 mm                                            | 3 400 mm                                            | 3 400 mm                                            |
| Draaicirkel                      | 24 m                                                  | 24 m                                                | 24 m                                                | 24 m                                                |
| Motor (EEV Euro 4 / 5)           | DAF PR228                                             | Cummins ISLG 320                                    | DAF PR265                                           | Cummins ISLG 320                                    |
| Motor optioneel (EEV Euro 4 / 5) | DAF PR265 / Cummins ISB6.7 250B / Cummins ISB6.7 285B | Iveco Cursos 8 CNG                                  | -                                                   | -                                                   |
| Versnellingsbak                  | Automaat Voith Diwa 5 of Voith Diwa 6 of ZF Ecolife   | Automaat Voith Diwa 5 of Voith Diwa 6 of ZF Ecolife | Automaat Voith Diwa 5 of Voith Diwa 6 of ZF Ecolife | Automaat Voith Diwa 5 of Voith Diwa 6 of ZF Ecolife |
| Ledig gewicht                    | 24 000 kg                                             | 24 000 kg                                           | 24 000 kg                                           | 24 000 kg                                           |
| Aantal Zitplaatsen*              | 36 - 51 personen                                      | 36 - 50 personen                                    | 46 - 66 personen                                    | 46 - 65 personen                                    |

*= afhankelijk van de uitvoering

### Gelede (18m) bus
|                                  | Urbino 18                                           | Urbino 18 CNG                                       | Urbino 18 LE                                        | Urbino 18 LE CNG                                    | Urbino 18 Hybrid Alpino                             | Urbino 18 Hybrid Vossloh Kiepe | Urbino 18 DIWAhybrid    | Urbino 18,75                                        |
| -------------------------------- | --------------------------------------------------- | --------------------------------------------------- | --------------------------------------------------- | --------------------------------------------------- | --------------------------------------------------- | ------------------------------ | ----------------------- | --------------------------------------------------- |
| Lengte                           | 18 000 mm                                           | 18 000 mm                                           | 18 000 mm                                           | 18 000 mm                                           | 18 000 mm                                           | 18 000 mm                      | 18 000 mm               | 18 750 mm                                           |
| Breedte                          | 2 550 mm                                            | 2 550 mm                                            | 2 550 mm                                            | 2 550 mm                                            | 2 550 mm                                            | 2 550 mm                       | 2 550 mm                | 2 550 mm                                            |
| Hoogte                           | 2 850 mm - 3 050* mm                                | 3 400 mm                                            | 2 850 mm - 3 050* mm                                | 3 400 mm                                            | 3 250 mm - 3 320* mm                                | 3 480 mm                       | 3 480 mm                | 2 850 mm - 3 050* mm                                |
| Interieurhoogte                  | 2 370 mm                                            | 2 370 mm                                            | 2 370 mm                                            | 2 370 mm                                            | 2 370 mm                                            | 2 370 mm                       | 2 370 mm                | 2 370 mm                                            |
| Wielbasis                        | 5 130 / 6 770 mm                                    | 5 130 / 6 770 mm                                    | 6 800 / 1 690 mm                                    | 6 800 / 1 690 mm                                    | 5 130 / 6 770 mm                                    | 5 130 / 6 770 mm               | 5 130 / 6 770 mm        | 5 880 / 6 770 mm                                    |
| Vooroverbouw                     | 2 700 mm                                            | 2 700 mm                                            | 2 700 - 2 750* mm                                   | 2 700 - 2 750* mm                                   | 2 700 mm                                            | 2 700 mm                       | 2 700 mm                | 2 700 mm                                            |
| Achteroverbouw                   | 3 400 mm                                            | 3 400 mm                                            | 3 350 - 3 400* mm                                   | 3 350 - 3 400* mm                                   | 3 400 mm                                            | 3 400 mm                       | 3 400 mm                | 3 400 mm                                            |
| Draaicirkel                      | 23 m                                                | 23 m                                                | 23 m                                                | 23 m                                                | 23 m                                                | 23 m                           | 23 m                    | 24 m                                                |
| Motor (EEV Euro 4 / 5)           | DAF PR228                                           | Cummins ISLG 320                                    | DAF PR265                                           | Cummins ISLG 320                                    | Cummins ISB6.7 250H                                 | Cummins ISB6.7 285H            | Cummins ISB6.7 250H     | DAF PR265 / DAF MX11 271                            |
| Motor optioneel (EEV Euro 4 / 5) | DAF PR265                                           | Iveco Cursos 8 CNG                                  | -                                                   | -                                                   | -                                                   | -                              | -                       | -                                                   |
| Hybride aandrijving              | n.v.t.                                              | n.v.t.                                              | n.v.t.                                              | n.v.t.                                              | Allison Ev50                                        | Vossloh Kiepe ASM              | Voith DIWAhybrid        | n.v.t.                                              |
| Versnellingsbak                  | Automaat Voith Diwa 5 of Voith Diwa 6 of ZF Ecolife | Automaat Voith Diwa 5 of Voith Diwa 6 of ZF Ecolife | Automaat Voith Diwa 5 of Voith Diwa 6 of ZF Ecolife | Automaat Voith Diwa 5 of Voith Diwa 6 of ZF Ecolife | Automaat Voith Diwa 5 of Voith Diwa 6 of ZF Ecolife | n.v.t.                         | Automaat Voith Inverter | Automaat Voith Diwa 5 of Voith Diwa 6 of ZF Ecolife |
| Ledig gewicht                    | 28 000 kg                                           | 28 000 kg                                           | 24 000 kg                                           | 24 000 kg                                           | 28 000 kg                                           | 28 000 kg                      | 28 000 kg               | 28 000 kg                                           |
| Aantal Zitplaatsen*              | 29 - 52 personen                                    | 29 - 51 personen                                    | 46 - 65 personen                                    | 46 - 64 personen                                    | 40 - 51 personen                                    | 46 personen                    | 45 - 49 personen        | 33 - 56 personen                                    |

*= afhankelijk van de uitvoering

### Gelede bussen Metrostyle (18m)
|                                  | Urbino 18 Metrostyle                | Hybrid 18 Metrostyle Allison Transmission | Hybrid 18 Metrostyle Vossloh Kiepe  | Hybrid 18 Metrostyle Voith DIWAhybrid |
| -------------------------------- | ----------------------------------- | ----------------------------------------- | ----------------------------------- | ------------------------------------- |
| Lengte                           | 18 000 mm                           | 18 000 mm                                 | 18 000 mm                           | 18 000 mm                             |
| Breedte                          | 2 550 mm                            | 2 550 mm                                  | 2 550 mm                            | 2 550 mm                              |
| Hoogte                           | 3 240 mm                            | 3 240 mm                                  | 3 240 mm                            | 3 240 mm                              |
| Interieurhoogte                  | 2 370 mm                            | 2 370 mm                                  | 2 370 mm                            | 2 370 mm                              |
| Wielbasis                        | 5 130 / 6 770 mm                    | 5 130 / 6 770 mm                          | 5 130 / 6 770 mm                    | 5 130 / 6 770 mm                      |
| Vooroverbouw                     | 2 700 mm                            | 2 700 mm                                  | 2 700 mm                            | 2 700 mm                              |
| Achteroverbouw                   | 3 400 mm                            | 3 400 mm                                  | 3 400 mm                            | 3 400 mm                              |
| Draaicirkel                      | 23 m                                | 23 m                                      | 23 m                                | 23 m                                  |
| Motor (EEV Euro 4 / 5)           | DAF PR228                           | Cummins ISB6.7 250H                       | Cummins ISB6.7 285H                 | Cummins ISB6.7 250H                   |
| Motor optioneel (EEV Euro 4 / 5) | DAF PR265                           | -                                         | -                                   | -                                     |
| Hybride systeem                  | -                                   | Allison Ev50                              | Vossloh Kiepe ASM 240               | Voith DIWAhybrid                      |
| Versnellingsbak                  | Automaat Voith Diwa 5 of ZF Ecolife | Automaat Voith Diwa 5 of ZF Ecolife       | Automaat Voith Diwa 5 of ZF Ecolife | Automaat Voith Diwa 5 of ZF Ecolife   |
| Aantal Zitplaatsen*              | 41 - 48 personen                    | 43 personen                               | 42 - 46 personen                    | 30 - 49 personen                      |

*= afhankelijk van de uitvoering

### Dubbelgelede (24m) bus
| Lengte              | 24 700 mm             | 24 800 mm             |          |          |          |          |          |          |
| Breedte             | 2 550 mm              | 2 550 mm              | 2 550 mm | 2 550 mm | 2 550 mm | 2 550 mm | 2 550 mm | 2 550 mm |
| Hoogte              | 3 300 mm              | 3 300 mm              |          |          |          |          |          |          |
| Interieurhoogte     | 2 370 mm              | 2 370 mm              |          |          |          |          |          |          |
| Wielbasis           | 5900 / 6000 / 7350 mm | 5900 / 6000 / 7350 mm |          |          |          |          |          |          |
| Vooroverbouw        | 2 700 mm              | 2 800 mm              |          |          |          |          |          |          |
| Achteroverbouw      | 2 750 mm              | 2 750 mm              |          |          |          |          |          |          |
| Aantal Zitplaatsen* | max 68 personen       | max 68 personen       |          |          |          |          |          |          |

*= afhankelijk van de uitvoering

## Inzet
In Nederland komt deze sinds december 2017 voor bij Connexxion. De bus komt in onder andere Denemarken, Duitsland, Frankrijk, Oostenrijk, Polen, Slowakije, Tsjechië, Zweden en Zwitserland voor.
| Bedrijf                                        | Series                                                                      | Aantal | Inzet                                                                         | Versie                        | Opmerking | Afbeelding |
| België                                         | België                                                                      | België | België                                                                        | België                        | België | België     |
| ---------------------------------------------- | --------------------------------------------------------------------------- | ------ | ----------------------------------------------------------------------------- | ----------------------------- | --- | ---------- |
| Bus et Cars Roquet                             | 506120                                                                      | 1      | Namen                                                                         | Urbino 12                     | Verkocht aan Satracom |            |
| Cie des Autobus Liégeois                       | 500401                                                                      | 1      | Luik                                                                          | Urbino 12 hybride             | Voormalig TCM Cars, daarvoor SADAR |            |
| MIVB                                           | 8921                                                                        | 1      | Brusselse stadsbus lijn 64                                                    | Urbino 12 hybride             | Reed op proef vanaf augustus t/m oktober 2017 |            |
| MIVB                                           | 8971                                                                        | 1      | Brusselse stadsbus lijn 66                                                    | Urbino 18 hybride             | Reed op proef vanaf 30 oktober t/m 22 december 2017 |            |
| MIVB                                           | 1001 - 1007                                                                 | 7      | Brusselse stadsbus                                                            | Urbino 8.9 elektrisch         | In dienst vanaf eind 2018 |            |
| MIVB                                           | 1501 - 1525                                                                 | 25     | Brusselse stadsbus                                                            | Urbino 18 elektrisch          | In dienst vanaf 2019 |            |
| SADAR                                          | 763181                                                                      | 1      | Luik                                                                          | Urbino 12 hybride             | Verkocht aan TCM Cars. |            |
| Satracom                                       | 500822                                                                      | 1      | Namen                                                                         | Urbino 12                     | Voormalig Bus et Cars Roquet |            |
| TCM Cars                                       | 13001                                                                       | 1      | Luik                                                                          | Urbino 12 hybride             | Voormalig SADAR 763181 Verkocht aan Cie des Autobus Liégeois in 2020 |            |
| TEC                                            | 3401 - 3451                                                                 | 51     | Henegouwen                                                                    | Urbino 12 hybride             | Oorspronkelijk werden er 46 bussen besteld. In 2020 volgde een nabestelling van vijf bussen.                                                                                                   |            |
| TEC                                            | 4820 - 4883                                                                 | 64     | Namen-Luxemburg                                                               | Urbino 12 hybride             | |            |
| TEC                                            | 5160 - 5198                                                                 | 39     | Luik - Verviers                                                               | Urbino 12 hybride             | |            |
| TEC                                            | 5.545 - 5.699 5.801 - 5.807                                                 | 162    | Luik                                                                          | Urbino 12 hybride             | |            |
| TEC                                            | n.n.b.                                                                      | 45     | Luik                                                                          | Urbino 24 electric            | |            |
| TEC                                            | 7369 - 7399 7500 - 7527                                                     | 59     | Charleroi                                                                     | Urbino 12 hybride             | |            |
| TEC                                            | 7960 - 7985                                                                 | 26     | Charleroi                                                                     | Urbino 12 hybride             | |            |
| Denemarken                                     |                                                                             |        |                                                                               |                               | |            |
| Anchersen Rute                                 | 3216 - 3231                                                                 | 26     | 3216 - 3223: Lijnen 132 en 133 (Kopenhagen) 3223 - 3231: Lijn 22 (Kopenhagen) | Urbino 12 LE                  | |            |
| Århus Sporveje                                 | 656 - 666                                                                   | 11     | Aarhus                                                                        | Urbino 12 LE                  | |            |
| Jørn Juul's Busser                             | 4352 - 4356                                                                 | 5      | Lolland                                                                       | Urbino 12 LE                  | |            |
| Kruse                                          | 7104 - 7107 7117 - 7119 7126 7142 - 7147                                    | 13     | Lolland                                                                       | Urbino 12 LE                  | |            |
| Skørringe Turistbusser                         | 4325 - 4335                                                                 | 11     | Skørring                                                                      | Urbino 12 LE                  | |            |
| Tide Bus                                       | 6107 - 6120                                                                 | 14     | Aalborg                                                                       | Urbino 24 electric metrostyle | In dienst op de BRT-lijnen In dienst sinds 23 september 2023 |            |
| Duitsland                                      |                                                                             |        |                                                                               |                               | |            |
| Bogestra                                       | 301 - 311 616 - 620 901 - 913                                               | 29     | Ruhrgebied                                                                    |                               | |            |
| Bogestra                                       | 461 - 470 677 - 680 861 961 - 976 1101 - 1115                               | 46     | Ruhrgebied                                                                    | Urbino 18                     | 464 en 676 zijn afgevoerd na brandschade. |            |
| Bogestra                                       | 778 1061 - 1064 1161 - 1170                                                 | 15     | Ruhrgebied                                                                    | Urbino 18 hybride             | |            |
| BSAG                                           | 4161 - 4176 4201 - 4217                                                     | 33     | Bremen                                                                        |                               | |            |
| BSAG                                           | 4531 - 4552 4701 4721 - 4729                                                | 32     | Bremen                                                                        | Urbino 18                     | |            |
| BSAG                                           | 4553 - 4574                                                                 | 22     | Bremen                                                                        | Urbino 18.75                  | |            |
| BVG                                            | 1250 - 1253                                                                 | 4      | Berlijn                                                                       | Urbino 12 hybride             | |            |
| BVG                                            | 1781 - 1782                                                                 | 2      | Berlijn                                                                       | Urbino 15                     | |            |
| BVG                                            | 2851 - 2861 4101 - 4231 4251 - 4316 4331 - 4417                             | 295    | Berlijn                                                                       | Urbino 18                     | Buiten dienst |            |
| BVG                                            | 5420 - 5436                                                                 | 27     | Berlijn                                                                       | Urbino 18 elektrsich          | |            |
| BVG                                            | 5600 - 5649                                                                 | 50     | Berlijn                                                                       | Urbino 18 elektrsich          | |            |
| BVG                                            | 1685 - 1688                                                                 | 4      | Berlijn Lijn 204 Südkreuz-Zoologischer Garten                                 | Urbino 12 elektrsich          | |            |
| BVG                                            | 1801 - 1815 1835 - 1924                                                     | 115    | Berlijn                                                                       | Urbino 12 elektrsich          | |            |
| DSW                                            | 1241 - 1243                                                                 | 3      | Dortmund                                                                      |                               | |            |
| DSW                                            | 1141 - 1143                                                                 | 3      | Dortmund                                                                      | Urbino 18                     | |            |
| DVB                                            | ??                                                                          | 1      | Dresden                                                                       | Urbino 12 elektrsich          | |            |
| DVB                                            | ??                                                                          | 16     | Dresden                                                                       |                               | |            |
| DVB                                            | 458008-2                                                                    | 33     | Dresden                                                                       | Urbino 18                     | |            |
| DVB                                            | 2001 - 2014?                                                                | 14     | Dresden                                                                       | Urbino 18 hybride             | |            |
| Ettenhuber                                     | ??                                                                          | 25     | Glonn                                                                         |                               | |            |
| Ettenhuber                                     | ??                                                                          | 4      | Glonn                                                                         | Urbino 15                     | |            |
| Ettenhuber                                     | ??                                                                          | 1      | Glonn                                                                         | Urbino 18 hybride             | |            |
| Freiburger Verkehrs AG                         | Solo serie: 801 - 807 Gelede serie: 920 - 930 941 - 950                     | 26     | Baden-Württemberg                                                             | Urbino 18 Urbino 18 Electric  | |            |
| Fischle                                        | ??                                                                          | 5      | Baden-Württemberg                                                             |                               | |            |
| Geld Hauser                                    | ??                                                                          | 23     | Hofolding                                                                     |                               | |            |
| Geld Hauser                                    | ??                                                                          | 2      | Hofolding                                                                     | Urbino 18                     | |            |
| Hamburger Hochbahn                             | 1491 - 1492                                                                 | 2      | Hamburg (lijn 109)                                                            | Urbino 18 hybride             | |            |
| Hamburger Hochbahn                             | 1691 - 1693                                                                 | 3      | Hamburg (lijn 109)                                                            | Urbino 12 hybride             | |            |
| HCR                                            | 29 - 30                                                                     | 2      | Herne                                                                         |                               | |            |
| Hagener Straßenbahn                            | ??                                                                          | 14     | Hagen                                                                         |                               | |            |
| Hagener Straßenbahn                            | ??                                                                          | 5      | Hagen                                                                         | Urbino 18.75                  | |            |
| KEVAG                                          | 330 - 331                                                                   | 2      | Koblenz                                                                       | Urbino 18                     | |            |
| LVB                                            | 70 - 129                                                                    | 60     | Leipzig                                                                       |                               | |            |
| LVB                                            | 7                                                                           | 1      | Leipzig                                                                       | Urbino 18 hybride             | |            |
| Schloemer                                      | 635                                                                         | ??     | Aken                                                                          |                               | |            |
| Stadtwerke Schweinfurt GmbH                    | 30 - 41 54 - 57                                                             | 16     | Schweinfurt                                                                   |                               | |            |
| Rheinbahn                                      | 8001 - 8021                                                                 | 21     | Düsseldorf                                                                    |                               | |            |
| Rheinbahn                                      | 8401 - 8407                                                                 | 7      | Düsseldorf                                                                    | Urbino 18 hybride             | |            |
| Rheinbahn                                      | n.n.b.                                                                      | 50     | Düsseldorf                                                                    | Urbino 18                     | |            |
| STOAG                                          | 717-718                                                                     | 2      | Oberhausen                                                                    | Urbino 12 elektrisch          | Inzet: lijn 962 en lijn 966, snellaadpunt te Oberhausen-Sterkrade. |            |
| Üstra                                          | 7901 - 7948                                                                 | 48     | Hannover                                                                      |                               | |            |
| Üstra                                          | 8301 - 8311                                                                 | 11     | Hannover                                                                      | Urbino 18 hybride             | Rijden rond in een speciale huisstijl 8300 rijdt rond in een afwijkende huisstijl, vergeleken met de rest van de serie                                                                         |            |
| Üstra                                          | 7601 - 7626                                                                 | 26     | Hannover                                                                      | Urbino 12 hybride             | |            |
| Üstra                                          | n.n.b.                                                                      | 16     | Hannover                                                                      | Urbino 18 hybride             | |            |
| VBB                                            | 3540 - 3546                                                                 | >7     | Berlijn - Brandenburg                                                         | Urbino 18                     | |            |
| Vestische Straßenbahnen                        | 2310 - 2311 2320 - 2325                                                     | 8      | Ruhrgebied                                                                    |                               | 2320 en 2321 zijn driedeursversies. |            |
| Vestische Straßenbahnen                        | 2301 - 2302                                                                 | 2      | Ruhrgebied                                                                    | Urbino 18 hybride             | |            |
| VGF                                            | 2326                                                                        | ??     | Frankfurt am Main                                                             |                               | |            |
| Watzinger                                      | ??                                                                          | 5      | München                                                                       |                               | |            |
| Frankrijk                                      |                                                                             |        |                                                                               |                               | |            |
| Cars d'Orsay                                   | ??                                                                          | 1      | Essonne                                                                       | Urbino 12 LE                  | |            |
| Cars d'Orsay                                   | ??                                                                          | 3      | Essonne                                                                       | Urbino 18 hybride             | |            |
| CTPM                                           | ??                                                                          | 2      | Montbéliard                                                                   |                               | |            |
| CTS                                            | 616 - 623                                                                   | 8      | Straatsburg                                                                   |                               | |            |
| CTS                                            | 400                                                                         | 1      | Straatsburg                                                                   | Urbino 18 hybride             | |            |
| Envibus                                        | ??                                                                          | 8      | Sophia Antipolis                                                              | Urbino 10                     | |            |
| Évéole                                         | ??                                                                          | 8      | Douai                                                                         |                               | |            |
| Évéole                                         | ??                                                                          | 2      | Douai                                                                         | Urbino 18                     | |            |
| Keolis Orléans Val de Loire                    | 901                                                                         | 1      | Orleans                                                                       | Urbino 12 hybride             | |            |
| Pep's                                          | 94291 - 94366                                                               | 76     | Omgeving Marne-la-Vallée                                                      |                               | Bussen worden o.a. ingezet voor op de pendeldiensten van en naar Disneyland Paris. |            |
| RATP                                           | 434                                                                         | 1      | RATP-busnetwerk (Parijs, Île-de-France)                                       | Urbino 8.9 elektrisch         | |            |
| RATP                                           | 9522 - 9549                                                                 | 28     | RATP-busnetwerk (Parijs, Île-de-France)                                       | Urbino 18 CNG                 | |            |
| Réseau Mistral                                 | 760 - 764                                                                   | 5      | Toulon                                                                        | Urbino 12 hybride             | |            |
| Réseau de bus Marne et Morin                   | ??                                                                          | 2      | Meaux                                                                         |                               | |            |
| STAB                                           | 701 - 720                                                                   | 20     | Bayonne                                                                       |                               | |            |
| STIF/Transdev                                  | ??                                                                          | 1      | T Zen (Île-de-France)                                                         | Urbino 18 Metrostyle          | Testvoertuig |            |
| TAM                                            | 751 - 752                                                                   | 2      | Montpellier                                                                   |                               | |            |
| Transdev agglomération de Bayonne (Chronoplus) | 701 - 720                                                                   | 20     | Pyrénées-Atlantiques                                                          |                               | |            |
| Transports en commun d'Avignon                 | ??                                                                          | 7      | Avignon                                                                       |                               | |            |
| TGD                                            | ??                                                                          | 11     | Dole                                                                          |                               | |            |
| TGD                                            | ??                                                                          | 2      | Dole                                                                          | Urbino 12 LE                  | |            |
| Griekenland                                    |                                                                             |        |                                                                               |                               | |            |
| Gemeente Petroupoli                            | ??                                                                          | 2??    | Petroupoli                                                                    | Urbino 10                     | |            |
| Gemeente Ilioupoli                             | ??                                                                          | 2      | Ilioupoli                                                                     | Urbino 10                     | |            |
| Gemeente Pefki                                 | ??                                                                          | 2      | Pefki                                                                         | Urbino 10                     | |            |
| Gemeente Ermoupoli                             | ??                                                                          | 1      | Ermoupoli                                                                     | Urbino 10                     | |            |
| Luchthaven Athene                              | 8x                                                                          | 2??    | Luchthaven Athene                                                             | Urbino 10                     | |            |
| O.SY.                                          | 821 - 920                                                                   | 100    | Athene                                                                        | Urbino 18                     | |            |
| O.SY.                                          | 601 - 675, 76 - 220                                                         | 220    | Athene                                                                        | Urbino 10                     | |            |
| Italië                                         |                                                                             |        |                                                                               |                               | |            |
| Start Romagna                                  | 36030                                                                       | 1      | Rimini                                                                        | Urbino 18                     | |            |
| Letland                                        |                                                                             |        |                                                                               |                               | |            |
| SIA                                            | 69001 - 69134                                                               | ??     | Riga                                                                          | Urbino 18                     | |            |
| SIA                                            | 74799, 75602                                                                | ??     | Riga                                                                          |                               | |            |
| Litouwen                                       |                                                                             |        |                                                                               |                               | |            |
| Kauno Autobussi                                | 601 - 654                                                                   | 54     | Kaunas                                                                        |                               | |            |
| Luxemburg                                      |                                                                             |        |                                                                               |                               | |            |
| Voyages Emile Weber                            | 443 - 445                                                                   | 3      | Stadsdienst Luxemburg                                                         | Urbino 18                     | |            |
| Voyages Sales-Lentz                            | SL3490                                                                      | 1      | Stadsdienst Luxemburg                                                         |                               | |            |
| Nederland                                      |                                                                             |        |                                                                               |                               | |            |
| Arriva                                         | 1301 - 1310                                                                 | 10     | Achterhoek-Rivierenland                                                       | Urbino 12 Hydrogen            | De 1301 is enkele dagen na aflevering aan Arriva op 28 oktober 2021 uitgebrand. |            |
| Arriva                                         | 5601 - 5614                                                                 | 14     | Achterhoek-Rivierenland                                                       | Urbino 15 Electric            | |            |
| Arriva                                         | 7821 - 7824                                                                 | 4      | West-Brabant                                                                  | Urbino 18 Electric            | |            |
| Arriva                                         | 9671 - 9696                                                                 | 26     | West-Brabant                                                                  | Urbino 12 Electric            | |            |
| Connexxion                                     | 2131 - 2150                                                                 | 20     | Hoeksche Waard/Goeree-Overflakkee                                             | Urbino 12 Hydrogen            | |            |
| Connexxion                                     | 9300 - 9339                                                                 | 40     | Amstelland-Meerlanden (R-net)                                                 | Urbino 18                     | 9301 - 9306 naar OV Regio IJsselmond. De rest is buiten dienst. |            |
| Connexxion                                     | 9374 - 9377                                                                 | 4      | Noord-Holland Noord (drukke lijnen)                                           | Urbino 18                     | 9374 naar OV Regio IJsselmond |            |
| Connexxion                                     | 9378, 9379                                                                  | 2      | Texelhopper (lijn 28)                                                         | Urbino 18 CNG                 | |            |
| Hermes                                         | 9301 - 9306, 9374                                                           | 7      | Veluwe-Zuid                                                                   | Urbino 18                     | Ex-OV Regio IJsselmond, exex-Connexxion. |            |
| OV Regio IJsselmond                            | 9301 - 9306, 9374                                                           | 7      | IJsselmond                                                                    | Urbino 18                     | Ex-Connexxion. Naar Hermes. |            |
| Schiphol                                       | 155 - 169                                                                   | 15     | Schiphol Airside                                                              | Urbino 12                     | Import uit Polen, ex-Mobilis Warschau. |            |
| Schiphol                                       | 1111 - 1117                                                                 | 7      | Schiphol Landside                                                             | Urbino 18 elektrisch          | |            |
| Stichting Transportief-De Neuze                | 97-BSG-6                                                                    | 1      |                                                                               | Urbino 12 hybride             | Ex-Skorringe Turistbusser (DK) 4331 (XK95715) |            |
| Transdev Nederland                             | n.n.b.                                                                      | n.n.b. | Utrecht Binnen                                                                | Urbino 12 Electric            | |            |
| Transdev Nederland                             | n.n.b.                                                                      | n.n.b. | Utrecht Binnen                                                                | Urbino 18 Electric            | |            |
| Transdev Nederland                             | n.n.b.                                                                      | n.n.b. | Utrecht Binnen                                                                | Urbino 24 Electric            | |            |
| Transdev Nederland                             | 2131 - 2150                                                                 | 20     | HWGO                                                                          | Urbino 12 Hydrogen            | Komen vanaf december 2025 uit de vorige concessie HWGO |            |
| Oostenrijk                                     |                                                                             |        |                                                                               |                               | |            |
| Ötztaler Verkehrsgesellschaft                  | IM OVG 21                                                                   | 1      | Sölden                                                                        |                               | |            |
| Ötztaler Verkehrsgesellschaft                  | IM OVG 24 - IM OVG 29, IM OVG 31, IM OVG 33                                 | 8      | Sölden                                                                        |                               | De IM OVG 25 had oorspronkelijk een stuk achterruit en de motor achterop de bus. Dit is vervangen door een glasplaat die helemaal transparant is, waardoor een deel van de motor zichtbaar is. |            |
| Ötztaler Verkehrsgesellschaft                  | IM OVG 32                                                                   | 1      | Sölden                                                                        | Urbino 18                     | |            |
| Ötztaler Verkehrsgesellschaft                  | IM OVG 38, IM OVG 39                                                        | 2      | Sölden                                                                        | Urbino 10                     | Worden vooral ingezet op lijn 53, 54 en 55. De im-ovg-39 wordt ook ingezet als schoolbus. |            |
| Polen                                          |                                                                             |        |                                                                               |                               | |            |
| Mobilis                                        | A002, A010 A025, A057, A101, A115, A120, A332                               | ??     | Warschau                                                                      | Urbino 10                     | |            |
| MZA Sp. z o.o                                  | 1000-1015, 1040-1059                                                        | 36     | Warschau                                                                      | Urbino 10                     | |            |
| MZA Sp. z o.o                                  | 1100-1555                                                                   | 56     | Warschau                                                                      |                               | |            |
| MZA Sp. z o.o                                  | 1517, ??                                                                    | ??     | Warschau                                                                      | Urbino 15                     | |            |
| MZA Sp. z o.o                                  | 1800-1869                                                                   | 70     | Warschau                                                                      |                               | |            |
| MZA Sp. z o.o                                  | 8001-8046, 8606-8634, 8701-8773, 8901-8921, 9001                            | 168    | Warschau                                                                      | Urbino 15                     | |            |
| MZA Sp. z o.o                                  | 8100-8199, 8201-8240, 8300-8369, 8401-8440, 8500-8595, 8800-8879, 8880-8899 | 466    | Warschau                                                                      | Urbino 18                     | |            |
| MZA Sp. z o.o                                  | 8396-8399                                                                   | 4      | Warschau                                                                      | Urbino 18 hybride             | |            |
| Servië                                         |                                                                             |        |                                                                               |                               | |            |
| GSP Beograd                                    | 3000 - 3199??                                                               | 200    | Belgrado                                                                      | Urbino 18                     | |            |
| JGSP Novi Sad                                  | ??                                                                          | 6      | Novi Sad                                                                      | Urbino 12 CNG                 | |            |
| Verenigde Arabische Emiraten                   |                                                                             |        |                                                                               |                               | |            |
| (en) RTA                                       | ???? - ????                                                                 | 75     | Dubai                                                                         |                               | |            |
| (en) RTA                                       | ???? - ????                                                                 | 150    | Dubai                                                                         | Urbino 18                     | |            |
| Zweden                                         |                                                                             |        |                                                                               |                               | |            |
| Bergkvarabuss                                  | 1041-1042                                                                   | 2      | ??                                                                            | Urbino 12 LE CNG              | Voormalig Mercedes-Benz Finans Sverige, daarvoor Veolia Transport |            |
| Keolis Sverige                                 | 7401-7428                                                                   | 28     | ??                                                                            | Urbino 12 CNG                 | Voormalig Busslink i Sverige |            |
| Keolis Sverige                                 | 2701-2744                                                                   | 44     | ??                                                                            | Urbino 15 LE CNG              | |            |
| Luleå Lokaltrafik                              | 164-170                                                                     | 7      | Luleå                                                                         | Urbino 12 LE                  | |            |
| Nettbuss                                       | 70656-70659                                                                 | 4      | ??                                                                            | Urbino 15 LE                  | Voormalig Orusttrafiken |            |
| Nobina Sverige                                 | 6941-6943                                                                   | 3      | Umeå                                                                          | Urbino 12 LE                  | Voormalig Veolia Transport, daarvoor Connex Sverige en daarvoor Polarbuss Trafik |            |
| Nobina Sverige                                 | 7747-7749                                                                   | 3      | ??                                                                            | Urbino 12 LE                  | |            |
| Nobina Sverige                                 | 7718-7726                                                                   | 9      | ??                                                                            | Urbino 12 LE CNG              | |            |
| Nobina Sverige                                 | 7270-7298 7683-7685 7727-7746 7750-7770                                     | 63     | ??                                                                            | Urbino 15 LE CNG              | |            |
| Nobina Sverige                                 | 0173                                                                        | 1      | ??                                                                            | Urbino 15 LE                  | |            |
| Nobina Sverige                                 | 6929-6930                                                                   | 2      | Umeå                                                                          | Urbino 18                     | Voormalig Veolia Transport, daarvoor Connex Sverige en daarvoor Polarbuss Trafik |            |
| Skelleftebuss                                  | 63-72                                                                       | 10     | Skellefteå                                                                    | Urbino 12 LE CNG              | |            |
| Skelleftebuss                                  | 304-319 341-346                                                             | 22     | Skellefteå                                                                    | Urbino 15 LE CNG              | |            |
| Västerås Lokaltrafik                           | 200                                                                         | 1      | Västerås                                                                      | Urbino 12 elektrisch          | |            |
| Västerås Lokaltrafik                           | 667-711                                                                     | 45     | Västerås                                                                      | Urbino 15 LE CNG              | |            |
| Västerås Lokaltrafik                           | 851-872                                                                     | 22     | Västerås                                                                      | Urbino 18 CNG                 | |            |
| Veolia Transport                               | 3230-3235                                                                   | 5      | ??                                                                            | Urbino 12 CNG                 | |            |
| Veolia Transport                               | 1202-1228                                                                   | 27     | ??                                                                            | Urbino 12 LE CNG              | |            |
| Veolia Transport                               | 6016-6205                                                                   | 190    | ??                                                                            | Urbino 15 LE CNG              | |            |
| Veolia Transport                               | 1077                                                                        | 1      | Umeå                                                                          | Urbino 18                     | Voormalig Polarbuss Trafik Uitgebrand |            |
| Zwitserland                                    |                                                                             |        |                                                                               |                               | |            |
| AutomobilverkehrFrutigenAdelboden              | 51                                                                          | 1      | Adelboden en Frutigen                                                         | Urbino 12                     | |            |
| Rottal Auto AG                                 | 24                                                                          | 1      | Luzern                                                                        | Urbino 18                     | |            |
| Stadtbus Winterthur                            | 201–212, 221–228, 281–296                                                   | 36     | Winterthur                                                                    |                               | |            |
| Stadtbus Winterthur                            | 331-350                                                                     | 20     | Winterthur                                                                    | Urbino 18                     | |            |

## Trivia
- Volgens Solaris valt de Solaris Alpino onder de Urbino familie, echter draagt die wel de naam Alpino.

## Externe links

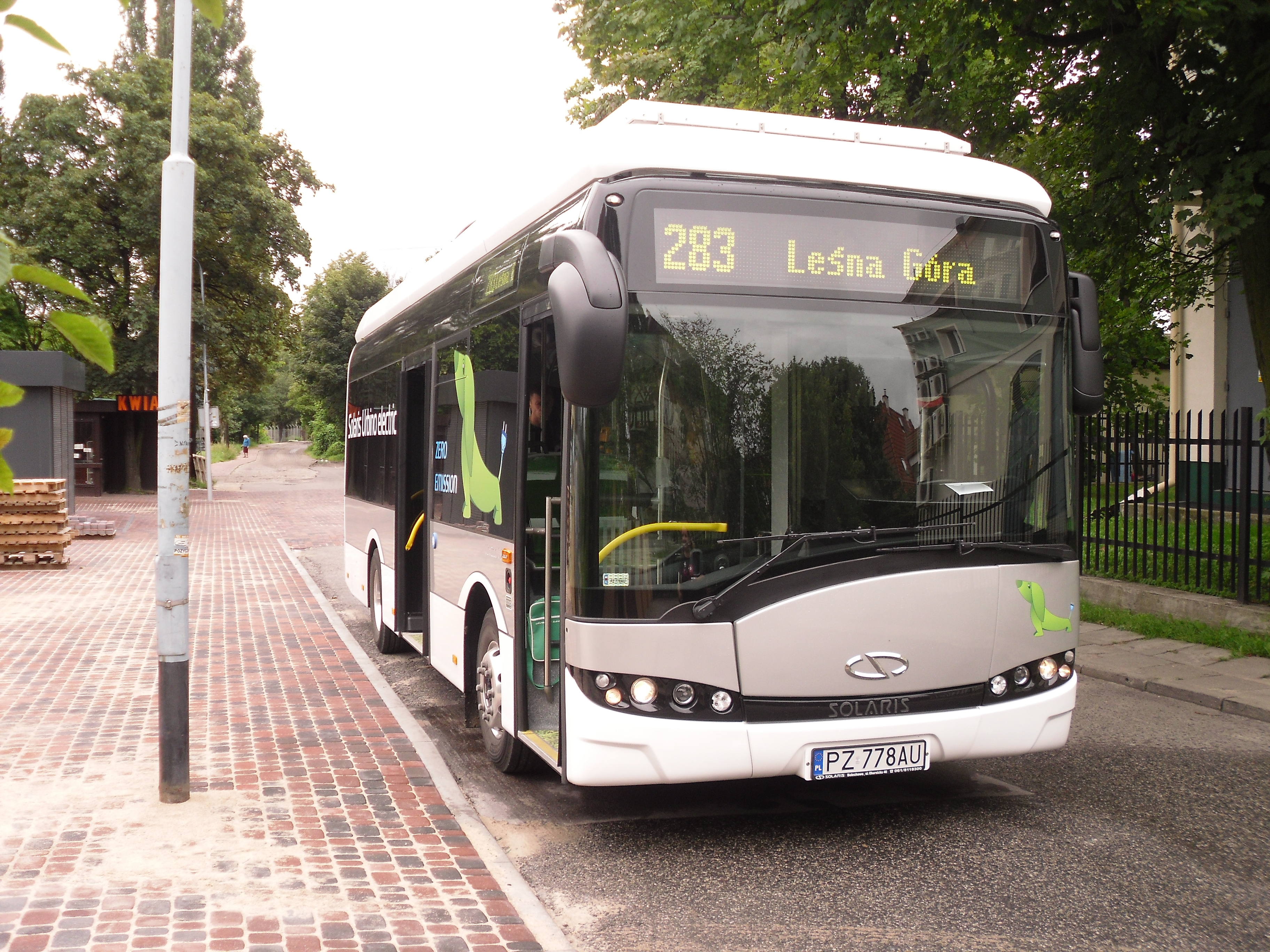
Urbino 8,9 Electric
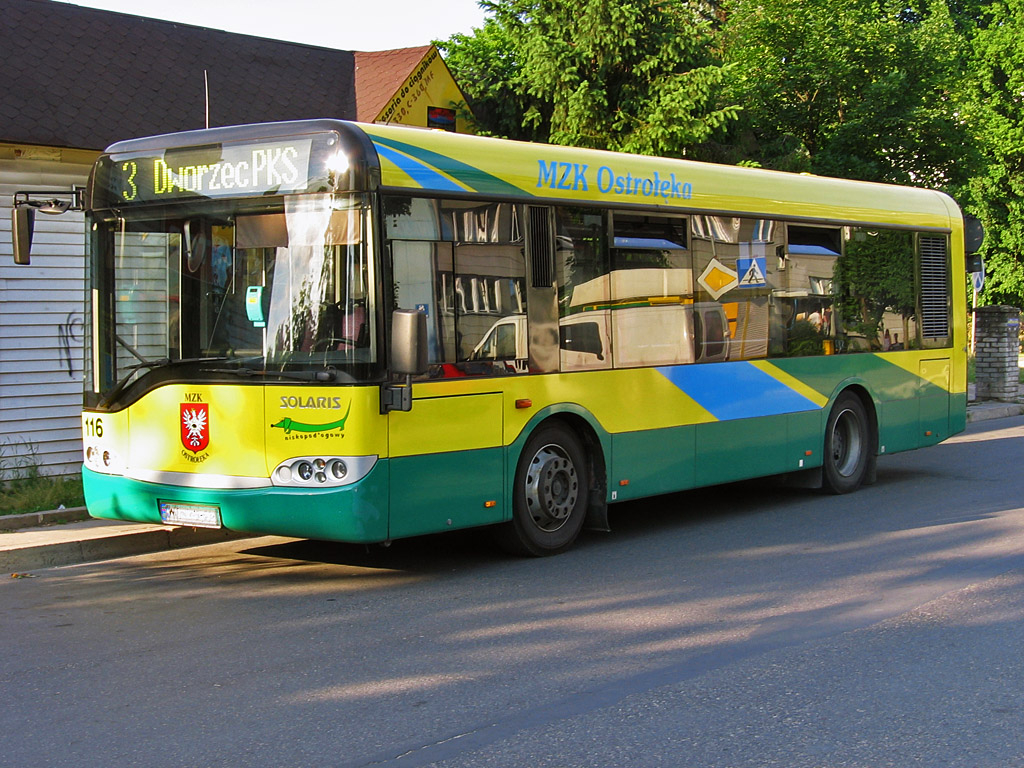
Urbino 9
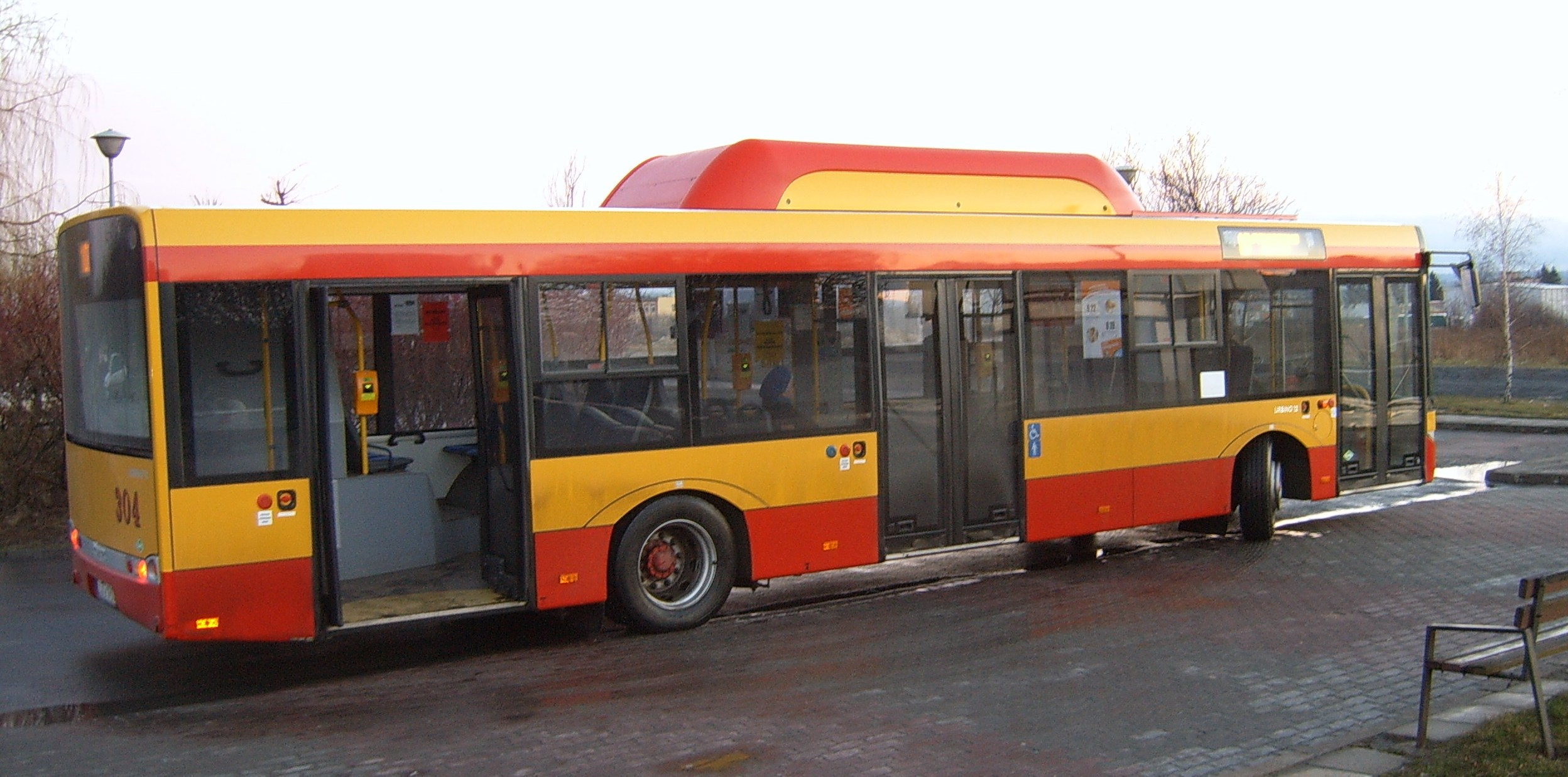
Urbino 12 CNG
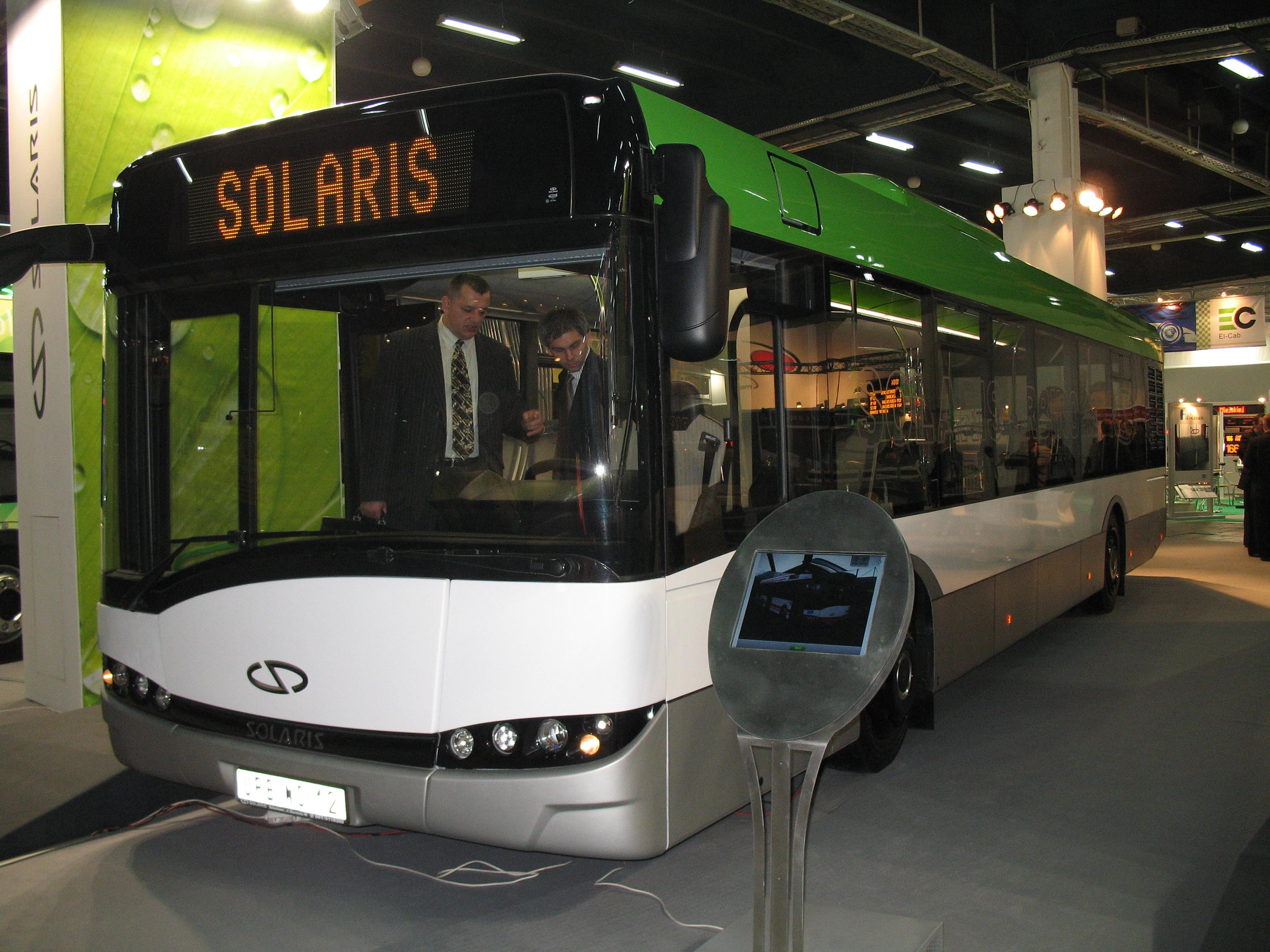
Urbino 12 Hybrid
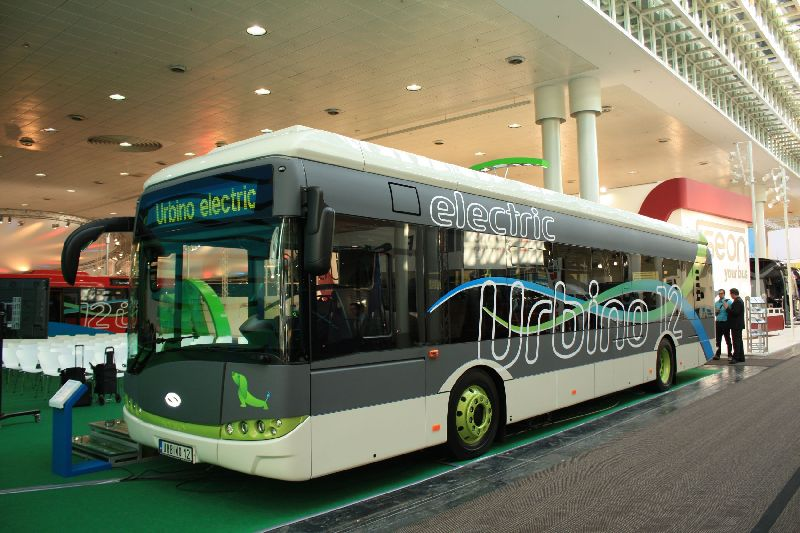
Urbino 12 Electric
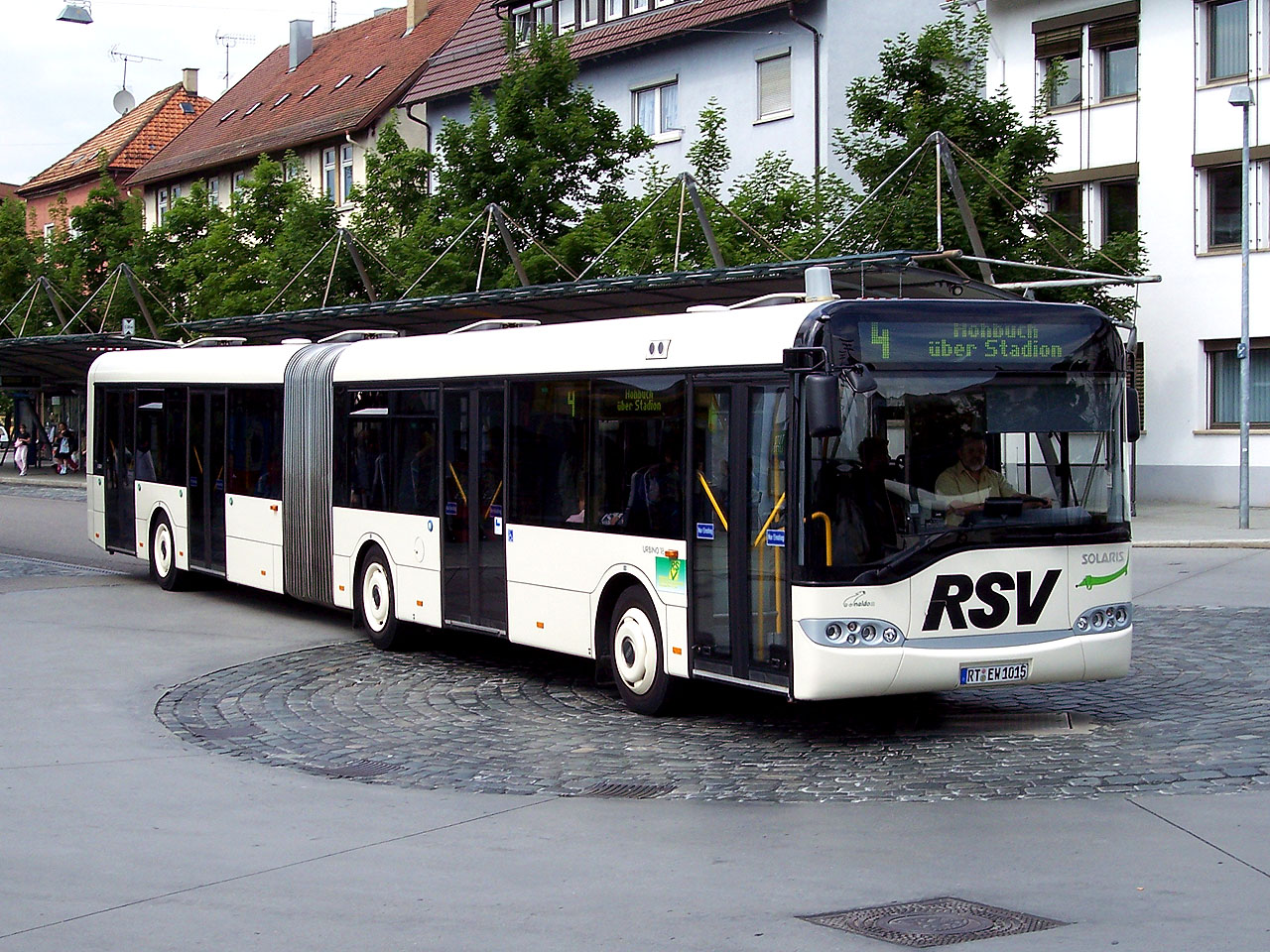
Urbino 18
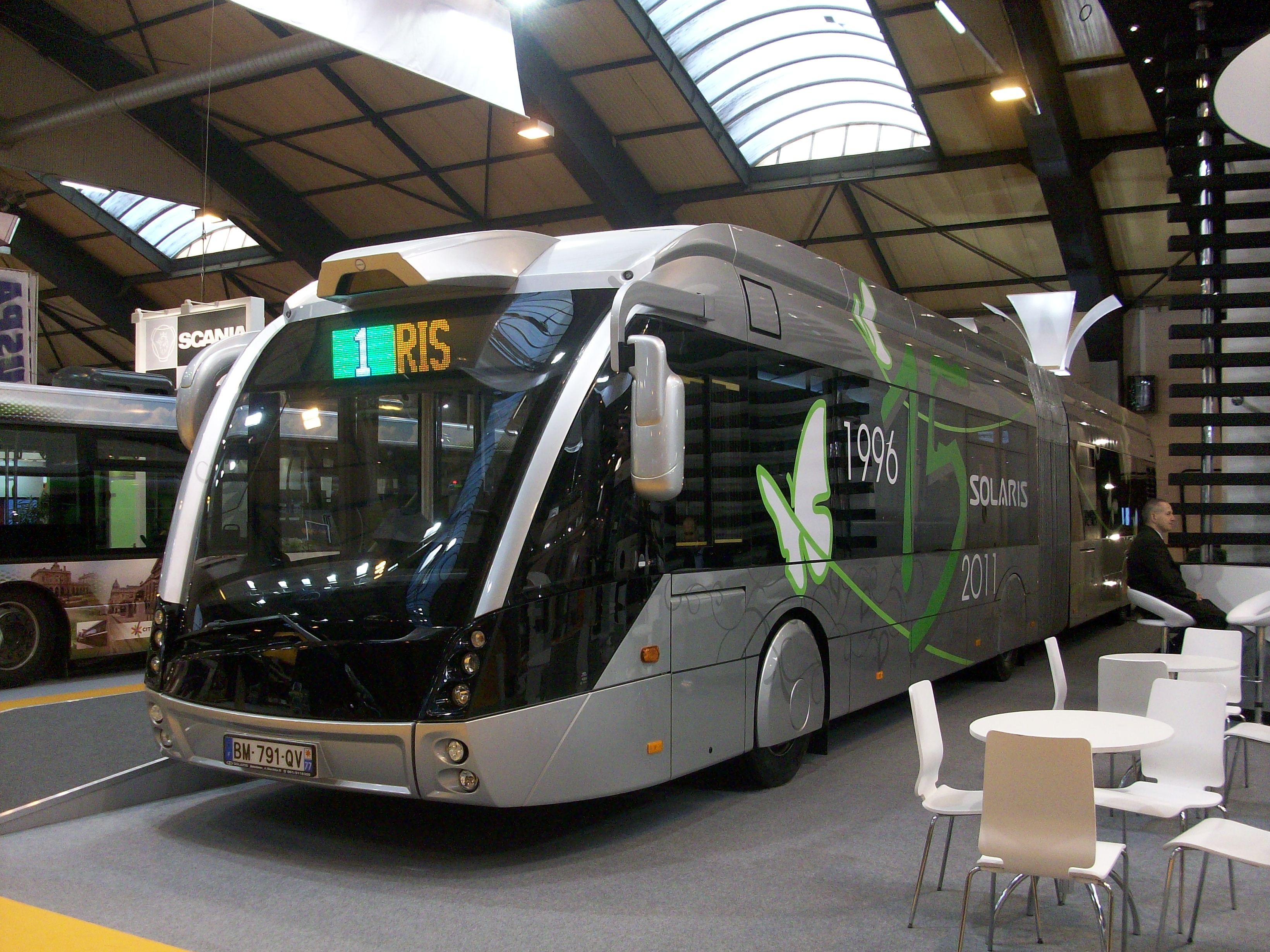
Urbino MetroStyle versie
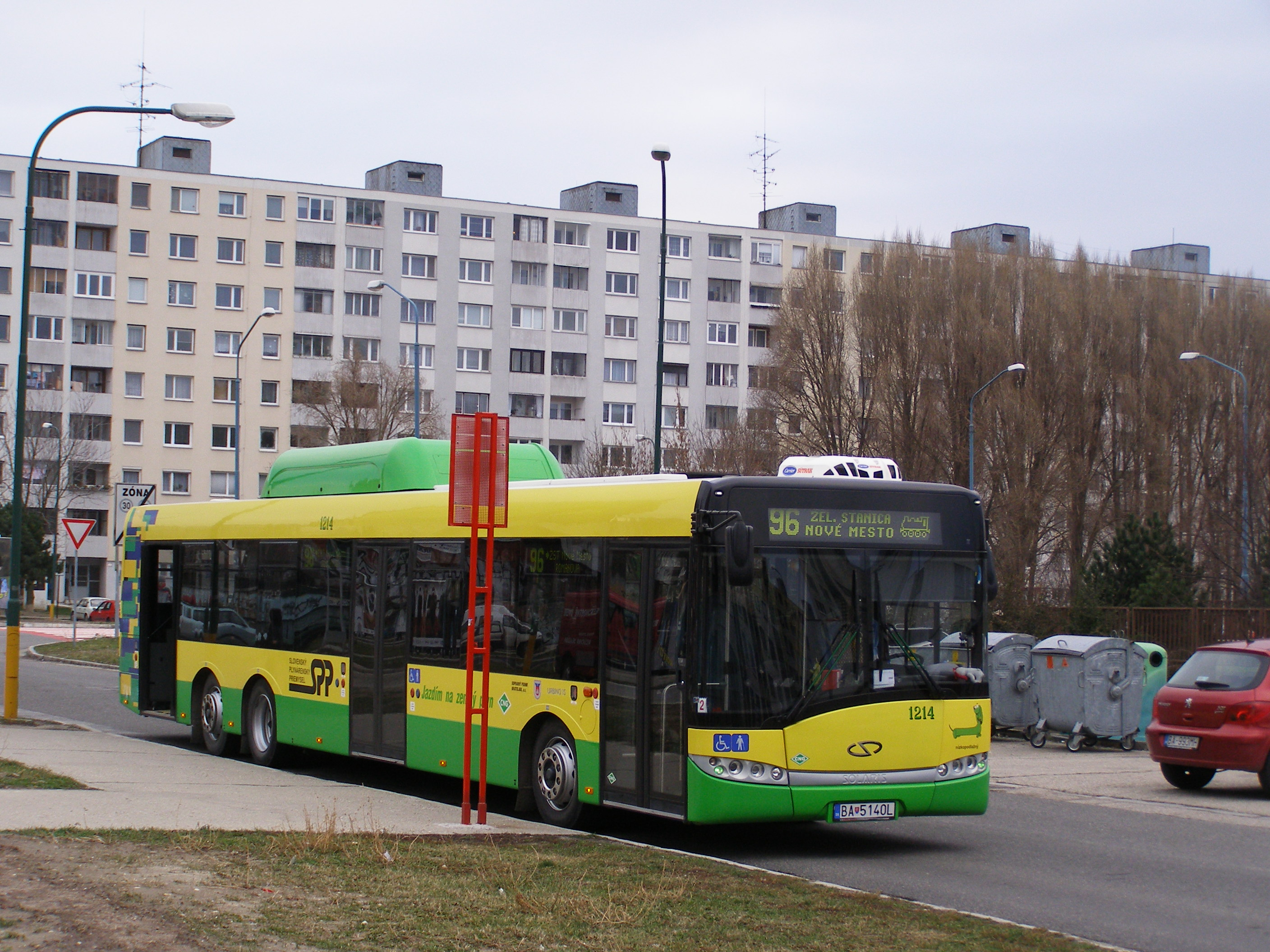
Urbino 15 CNG
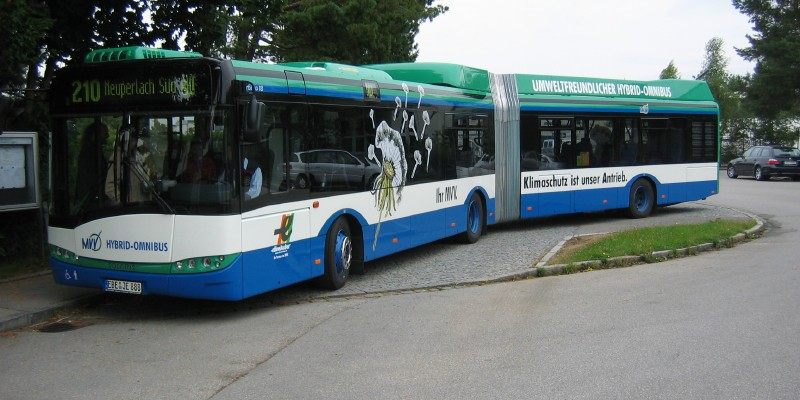
Urbino 18 Hybrid